# Гуатире
Гуатире (на испански: Guatire) е град във Венецуела. Населението му е 149 634 жители (по данни от 2011 г.), а площта е 214 кв. км. Пощенският му код е 1221. Намира се на 321 м н.в. в часова зона UTC–4,5.